# Selection (álbum de Scorpions)
Selection es un álbum recopilatorio doble de la banda alemana de hard rock y heavy metal Scorpions, publicado en 2002 por Sony Music. Posee canciones grabadas en los años setenta junto el exguitarrista Uli Jon Roth, tomadas de los álbumes de estudio Fly to the Rainbow (1974), In Trance (1975), Virgin Killer (1976). Además incluye la versión en directo de «In Search of Peace of Mind» de Lonesome Crow (1972), tomada del disco en vivo Tokyo Tapes (1978).

## Lista de canciones

### Disco uno
| N.º | Título                     | Escritor(es)                     | Duración |  |
| 1.  | «Top of the Bill»          | Rudolf Schenker, Klaus Meine     | 3:25     |  |
| 2.  | «Drifting Sun»             | Uli Jon Roth                     | 7:44     |  |
| 3.  | «Sun in My Hand»           | Roth                             | 4:24     |  |
| 4.  | «Longing for Fire»         | Schenker, Roth                   | 2:45     |  |
| 5.  | «Catch Your Train»         | Schenker, Meine                  | 3:34     |  |
| 6.  | «Virgin Killer»            | Roth                             | 3:45     |  |
| 7.  | «Hell-Cat»                 | Roth                             | 3:00     |  |
| 8.  | «Polar Nights»             | Roth                             | 5:10     |  |
| 9.  | «I've Got to Be Free»      | Roth                             | 7:44     |  |
| 10. | «The Riot of your Time»    | Schenker, Meine                  | 4:13     |  |
| 11. | «He's a Woman She's a Man» | Schenker, Meine, Herman Rarebell | 3:20     |  |
| 12. | «Steamrock Fever»          | Schenker, Meine                  | 3:41     |  |

### Disco dos
| N.º | Título                                     | Escritor(es)                                                        | Duración |  |
| 1.  | «In Trance»                                | Schenker, Meine                                                     | 4:50     |  |
| 2.  | «Life's Like a River»                      | Schenker, Roth, Corina Fortmann                                     | 3:52     |  |
| 3.  | «Yellow Raven»                             | Roth                                                                | 5:00     |  |
| 4.  | «Born to Touch Your Feelings»              | Schenker, Meine                                                     | 7:42     |  |
| 5.  | «In Search of the Peace of Mind» (en vivo) | Schenker, Meine, Michael Schenker, Lothar Heimberg, Wolfgang Dziony | 3:03     |  |
| 6.  | «Far Away»                                 | Schenker, Meine, M. Schenker                                        | 7:44     |  |
| 7.  | «In Your Park»                             | Schenker, Meine                                                     | 3:41     |  |
| 8.  | «Crying Days»                              | Schenker, Meine                                                     | 4:37     |  |
| 9.  | «Fly People Fly»                           | Meine, M. Schenker                                                  | 5:07     |  |
| 10. | «Living and Dying»                         | Schenker, Meine                                                     | 3:22     |  |